# Empoasca todo
Empoasca todo är en insektsart som först beskrevs av Matsumura 1931.  Empoasca todo ingår i släktet Empoasca och familjen dvärgstritar. Inga underarter finns listade i Catalogue of Life.